# Parque nacional Wolchulsan
El parque nacional Wolchulsan o parque nacional del Monte Wonchul (en coreano: 월출산국립공원) se encuentra en la provincia de Jeollanam-do, en el país asiático de Corea del Sur. Designado como parque nacional en 1988, el parque nacional de Wolchulsan es el más pequeño de Corea del Sur con sólo 56,6 kilómetros cuadrados.
El parque toma su nombre de Wolchulsan, o el monte Wolchul en los condados de Gangjin y Yeongam. El pico más alto en el parque es Cheong-Hwang-bong, con una elevación de 809 metros. También se incluyen en el parque  3 tesoros nacionales y una diversidad de bienes culturales locales.